# ريتشوود
ريتشوود (بالإنجليزية: Richwood)‏ هي مدينة في مقاطعة برازوريا في تكساس، الولايات المتحدة الأمريكية. كان عدد السكان 3012 في تعداد عام 2000.